# Nimereuca
Nimereuca (pol. Niemirówka, ros. Немировка ukr. Немирівка) – miejscowość i gmina w Mołdawii, w Rejonie Soroca. Gmina składa się z dwóch wiosek, Cerlina (pol. Cierlina) i Nimereuca (pol. Niemirówka).
Według spisu z 2014 r. gmina liczy 3054 mieszkańców.  W 2004 roku liczyła 3740 mieszkańców.

## Historia
Na terenie dzisiejszej wsi Niemirówka została założona w 1842 r. żydowska kolonia rolnicza Lublin. Przez kilkadziesiąt lat XIX wieku, w celu wprowadzenia Żydów rosyjskich do pracy w rolnictwie i rozwoju rolnictwa na stepie i nowo nabytych ziemiach, rząd carski zezwolił na tworzenie żydowskich kolonii rolniczych w południowych rejonach kraju, a przede wszystkim na region Besarabii, który został zaanektowany w wyniku niedawnych wojen rosyjsko-tureckich. Do 1914 r. w żydowskich koloniach rolniczych na południu Imperium Rosyjskiego mieszkało 42 tys. osób.